# Oedipodinae
Az Oedipodinae az egyenesszárnyúak (Orthoptera) rendjében a sáskafélék (Acrididae) családjának egyik alcsaládja, amit 16 nemzetségre és mintegy 50, nemzetségbe nem sorolt nemre tagolnak.

## Nemzetségbe sorolt nemek
- Acrotylini
- Anconiini
- Arphiini
- Bryodemini
- Chortophagini
- Epacromiini
- Hippiscini
- Locustini
  - Locustina alnemzetség
    - Locusta
Oedaleus
Psophus
- Macherocerini
- Oedipodini
- Parapleurini
- Psinidiini
- Sphingonotini
- Trilophidiini
- Trimerotropini
- Tropidolophini

## Nemzetségbe nem sorolt nemek
- Angaracrisoides
- Asphingoderus
- Atympanum
- Aulocaroides
- Aurilobulus
- Austroicetes
- Brancsikellus
- Chloebora
- Chondronotulus
- Chortoicetes
- Crinita
- Cyanicaudata
- Diraneura
- Dittopternis
- Elmisia
- Eokingdonella
- Eremoscopus
- Eurysternacris
- Fitzgeraldia
- Flatovertex
- Homoeopternis
- Humbe
- Jacobsiella
- Jinabia
- Kinshaties
- Leptopternis
- Longipternis
- Mecistopteryx
- Melaniacris
- Mioedipoda
- Morphacris
- Nepalacris

† Nymphacrida

† Oedemastopoda
- Oreacris
- Promesosternus
- Pseudaiolopus
- Pycnocrania
- Pycnodella
- Pycnodictya
- Pycnostictus
- Qualetta
- Rashidia
- Tibetacris
- Tmetonota
- Wernerella
- Yiacris
- Zimbabwea